# Clara Arpa
Clara Arpa Azofra (Zaragoza, 1964) es una empresaria y emprendedora social española, especializada en responsabilidad social corporativa y economía circular. Es miembro de la junta directiva del Pacto Mundial de las Naciones Unidas.

## Trayectoria
Arpa es diplomada en Relaciones laborales. Además, se ha formado en economía circular, en cooperación internacional y en gestión sobre la responsabilidad social corporativa. Entró a formar parte de la empresa familiar ARPA Equipos Móviles de Campaña, fabricante de equipamiento logístico de campaña para despliegue de ejércitos y de las ONG tanto en zonas de conflicto como en desastres naturales. Bajo su dirección, la empresa ha añadido las áreas de construcción modular, salud, WASH (agua, saneamiento e higiene) y comunicaciones.
Apoyar un desarrollo sostenible ha marcado su trayectoria y la impulsó a fundar el Centro de Innovación para el Desarrollo Sostenible (CIDS), una fundación que recoge ideas innovadoras generadas en la empresa y en la sociedad en aras de la sostenibilidad. Además, Arpa es miembro de la Junta Directiva del Pacto Mundial de Naciones Unidas, donde ejerce como representante del sector privado desde 2018. También preside el Pacto Mundial de las Naciones Unidas en España que se encarga de velar por el cumplimiento de los Objetivos de Desarrollo Sostenible (ODS) que recoge la Agenda 2030.
Aparte de su labor como consejera delegada de ARPA y alineada con el objetivo de un desarrollo sostenible, Arpa es cofundadora de SHiE, una empresa que desarrolla proyectos basados en la generación y distribución de hidrógeno verde como fuente de energía limpia.
Además, es miembro de la junta directiva de la Confederación Española de la Pequeña y Mediana Empresa (CEPYME) en Aragón y de la Confederación Española de Organizaciones Empresariales (CEOE). Pertenece también a varias asociaciones y organizaciones empresariales, siendo entre otras, vicepresidenta de la Federación de Empresarios del Metal de Zaragoza, miembro de la junta directiva de la Mutua MAZ y miembro del patronato de la Fundación Hidrógeno de Aragón.

## Reconocimientos
La labor empresarial y humana de Arpa ha sido reconocida con diversos premios de exportación, internacionalización y excelencia empresarial. En 2019, el Ministerio de Defensa de España le concedió la Cruz del Mérito Militar con distintivo blanco. Al año siguiente, en 2020, el Club de Opinión la Sabina le otorgó el Premio Sabina de Oro. En 2021, recibió la cédula de Embajadora de la Marca Ejército, mediante la que se compromete a la difusión de los valores de esta institución, dando a conocer su labor en beneficio de la sociedad y contribuyendo así a incrementar el conocimiento de la misma.